# 马尔科姆·普尔
马尔科姆·普尔（英語：Malcolm Poole，1949年11月6日—），澳大利亚前男子曲棍球运动员。他曾代表澳大利亚国家队参加1976年夏季奥林匹克运动会曲棍球比赛，获得一枚银牌。